# Municipio de Pleasant (condado de Winneshiek)
El municipio de Pleasant (en inglés: Pleasant Township) es un municipio ubicado en el condado de Winneshiek en el estado estadounidense de Iowa. En el año 2010 tenía una población de 438 habitantes y una densidad poblacional de 4,73 personas por km².

## Geografía
El municipio de Pleasant se encuentra ubicado en las coordenadas 43°22′59″N 91°40′20″O / 43.38306, -91.67222. Según la Oficina del Censo de los Estados Unidos, el municipio tiene una superficie total de 92.64 km², de la cual 92,62 km² corresponden a tierra firme y (0,03 %) 0,02 km² es agua.

## Demografía
Según el censo de 2010, había 438 personas residiendo en el municipio de Pleasant. La densidad de población era de 4,73 hab./km². De los 438 habitantes, el municipio de Pleasant estaba compuesto por el 97,49 % blancos, el 0,23 % eran afroamericanos, el 1,6 % eran de otras razas y el 0,68 % eran de una mezcla de razas. Del total de la población el 3,42 % eran hispanos o latinos de cualquier raza.